# آنا هندرسون
آنا هندرسون (انگلیسی: Anna Henderson؛ زادهٔ ۱۴ نوامبر ۱۹۹۸) دوچرخه‌سوار جاده زن اهل بریتانیا است.
وی در مسابقات کشوری و بین‌المللی در مجموع برندهٔ ۳ مدال نقره، ۱ مدال برنز شده است.